# あした (中島みゆきの曲)
「あした」は、中島みゆきの24作目のシングル。1989年3月15日にポニーキャニオンよりリリースされた。

## 解説
「あした」はKDD「001」のCMソングとして使用された。アルバム『夜を往け』には、シングルとは別のバージョンで収録されている。
カップリング曲の「グッバイガール」は、1988年にリリースされたアルバムのタイトル『グッバイガール』と同じタイトルであり、その歌詞もこのアルバムの内容を意識したものとなっている。
なお、本作をもって公式なEPレコード盤の発売が終了する。
2022年11月28日にこのシングルは、ヤマハミュージックコミュニケーションズにより、ジャケット画像はEPレコード盤でデジタル・ダウンロード配信された。

## 収録曲

### EPレコード / 8cmCD
| 全作詞・作曲: 中島みゆき、全編曲: 瀬尾一三。 |                    |            |            |
| #                                            | タイトル           | 作詞       | 作曲・編曲 |
| 1.                                           | 「あした」         | 中島みゆき | 中島みゆき |
| 2.                                           | 「グッバイガール」 | 中島みゆき | 中島みゆき |

### CT
| 全作詞・作曲: 中島みゆき、全編曲: 瀬尾一三。 |                    |            |            |
| #                                            | タイトル           | 作詞       | 作曲・編曲 |
| 1.                                           | 「あした」         | 中島みゆき | 中島みゆき |
| 2.                                           | 「グッバイガール」 | 中島みゆき | 中島みゆき |

| 全作曲: 中島みゆき、全編曲: 瀬尾一三。 |                                          |      |            |
| #                                      | タイトル                                 | 作詞 | 作曲・編曲 |
| 1.                                     | 「あした」(オリジナル・カラオケ)         |      | 中島みゆき |
| 2.                                     | 「グッバイガール」(オリジナル・カラオケ) |      | 中島みゆき |

## 収録アルバム
- 夜を往け (#1, アルバムバージョン)
- 中島みゆき BEST SELECTION II (#1)
- Singles II (#1,2)
- 大吟醸 (#1)

## カバーした歌手
- 工藤静香 (2021年) - カバーアルバム「青い炎」に収録。